# Мирошниченко Григорій Пантелеймонович
Григо́рій Пантелеймо́нович Мирошниче́нко (?, Олександрівський повіт, Херсонська губернія, Російська імперія — ?) — командир полку Дієвої Армії УНР.

## Життєпис
Походив з селян Олександрівського повіту Херсонської губернії.
Останнє звання у російській армії — полковник (?).
Станом на липень та на вересень — жовтень 1919 р. командир 3-го Залізнично-Технічного полку Дієвої Армії УНР.
Подальша доля невідома.